# Picot gris oriental
El picot gris oriental (Dendropicos spodocephalus) és una espècie d'ocell de la família dels pícids (Picidae) que habita la selva humida i bosc de rivera, a l'est del Sudan, oest i centre d'Etiòpia, centre i est de Kenya i nord-est de Tanzània.